# Гвоздь, Сергей Николаевич
Серге́й Никола́евич Гвоздь (укр. Сергій Миколайович Гвоздь) — украинский военнослужащий, главный сержант, участник российско-украинской войны. Герой Украины (2024).

## Биография
С 2016 года начал службу в составе Украинского добровольческого корпуса «Правый сектор», после чего подписал контракт с Вооружёнными силами Украины. Занимал должности заместителя командира боевой машины, командира боевой машины, старшего сержанта взвода. В настоящее время — старший сержант роты линейного механизированного батальона К2 54-й отдельной механизированной бригады имени Ивана Мазепы.
Участвовал в АТО и ООС на востоке Украины. Выполнял боевые задачи в ходе обороны Светлодарской дуги, а также в населённых пунктах Троицкое, Попасная, Авдеевка и Марьинка.
С первого дня полномасштабного вторжения России в Украину, 24 февраля 2022 года, находился на передовой в городе Красногоровка Донецкой области. Во время боевых действий в составе 41-й отдельной механизированной бригады под его командованием сводные группы неоднократно отражали вражеские штурмы в Донецкой области. Благодаря его точным выстрелам и эффективному управлению дронами противник понёс значительные потери в технике и живой силе. Несмотря на неоднократные ранения, продолжал выполнять боевые задачи и спасать своих товарищей.

## Награды
- Звание «Герой Украины» с удостоением ордена «Золотая Звезда» (18 апреля 2024) — за личное мужество и героизм, проявленные в защите государственного суверенитета и территориальной целостности Украины, верность военной присяге[1].
- Медаль «За военную службу Украине» (10 октября 2019) — за личное мужество и отвагу, проявленные в защите государственных интересов, укрепление обороноспособности и безопасности Украины[2].
- Орден «За мужество» III степени (28 декабря 2022) — за личное мужество и самоотверженные действия, проявленные в защите государственного суверенитета и территориальной целостности Украины, верность военной присяге[3].